# Армашівська сільська рада
Армашівська сільська́ ра́да — колишня адміністративно-територіальна одиниця та орган місцевого самоврядування в Ширяївському районі Одеської області. Адміністративний центр — село Армашівка.

## Загальні відомості
Орджонікідзевська сільська рада утворена в 1928 році.
- Територія ради: 103,626 км²
- Населення ради: 750 осіб (станом на 2017 рік)
- Територією ради протікає річка Середній Куяльник

## Населені пункти
Сільській раді були підпорядковані населені пункти:
- с. Армашівка
- с. Бердинове
- с. Крижанівка
- с. Жуковське

## Населення
Згідно з переписом УРСР 1989 року чисельність наявного населення сільської ради становила 1086 осіб, з яких 469 чоловіків та 617 жінок.
За переписом населення України 2001 року в сільській раді мешкало 986 осіб.

### Мова
Розподіл населення за рідною мовою за даними перепису 2001 року:
| Мова       | Відсоток |
| ---------- | -------- |
| українська | 95,24 %  |
| російська  | 3,04 %   |
| молдовська | 1,21 %   |
| болгарська | 0,20 %   |
| білоруська | 0,10 %   |
| інші       | 0,21 %   |

## Склад ради
Рада складалася з 8 депутатів та голови.
- Голова ради: Капука Віктор Михайлович
- Секретар ради: Куца Людмила Прокопіївна

### Керівний склад попередніх скликань
| Прізвище, ім'я, по батькові | Основні відомості                                                               | Дата обрання | Дата звільнення |
| --------------------------- | ------------------------------------------------------------------------------- | ------------ | --------------- |
| Капука Віктор Михайлович    | Сільський голова, 1946 року народження, освіта середня спеціальна позапартійний | 03.11.2015   |                 |
|                             |                                                                                 |              |                 |

Примітка: таблиця складена за даними сайту Верховної Ради України

### Депутати
За результатами місцевих виборів 2015 року депутатами ради стали:

#### За округами
| № округу                      | Прізвище, ім'я, по батькові  | Дата визнання обраним | Освіта             | Партійна приналежність              | Відомості про обраного депутата                           |
| ----------------------------- | ---------------------------- | --------------------- | ------------------ | ----------------------------------- | --------------------------------------------------------- |
| Народна Партія                |                              |                       |                    |                                     |                                                           |
| 5                             | Шумський Василь Миколайович  | 01.11.2010            | середня спеціальна | позапартійний                       | фермерське господарство, голова                           |
| Партія регіонів               |                              |                       |                    |                                     |                                                           |
| 1                             | Іванченко Василь Васильович  | 01.11.2010            | середня            | позапартійний                       | ШВЦ −111, інспектор                                       |
| 2                             | Дубнік Наталія Борисівна     | 01.11.2010            | середня            | позапартійна                        | відділ зв'язку, завідувачка                               |
| 3                             | Сухенко Тетяна Анатоліївна   | 01.11.2010            | вища               | позапартійна                        | сільська рада, секретар                                   |
| 6                             | Сухенко Сергій Сергійович    | 01.11.2010            | середня спеціальна | позапартійний                       | ШВЦ-111, комендант                                        |
| 7                             | Ребко Максим Григорович      | 01.11.2010            | середня спеціальна | позапартійний                       | загальноосвітня школа І-ІІІ ст. с Орджонікідзе, вчитель   |
| 9                             | Шершун Анна Вікторівна       | 01.11.2010            | середня спеціальна | позапартійна                        | загальноосвітня школа І-ІІІ ст. с Орджонікідзе, вчитель   |
| 10                            | Данильчук Лариса Федорівна   | 01.11.2010            | середня спеціальна | член Політичної партії «Фронт Змін» | приватний підприємець, продавець                          |
| 11                            | Павловський Федір Сергійович | 01.11.2010            | середня спеціальна | член Партії регіонів                | пенсіонер                                                 |
| 12                            | Молозя Марина Василівна      | 01.11.2010            | середня спеціальна | член Партії регіонів                | Бердинівський фельдшерсько-акушерський пункт, завідувачка |
| Політична партія «Фронт Змін» |                              |                       |                    |                                     |                                                           |
| 8                             | Бондаренко Оксана Іванівна   | 01.11.2010            | середня спеціальна | позапартійна                        | приватний підприємець, продавець                          |
| Самовисування                 |                              |                       |                    |                                     |                                                           |
| 4                             | Белан Людмила Анатоліївна    | 01.11.2010            | середня спеціальна | позапартійна                        | ШВЦ-111, бухгалтер                                        |